# Batalha de Rossbach

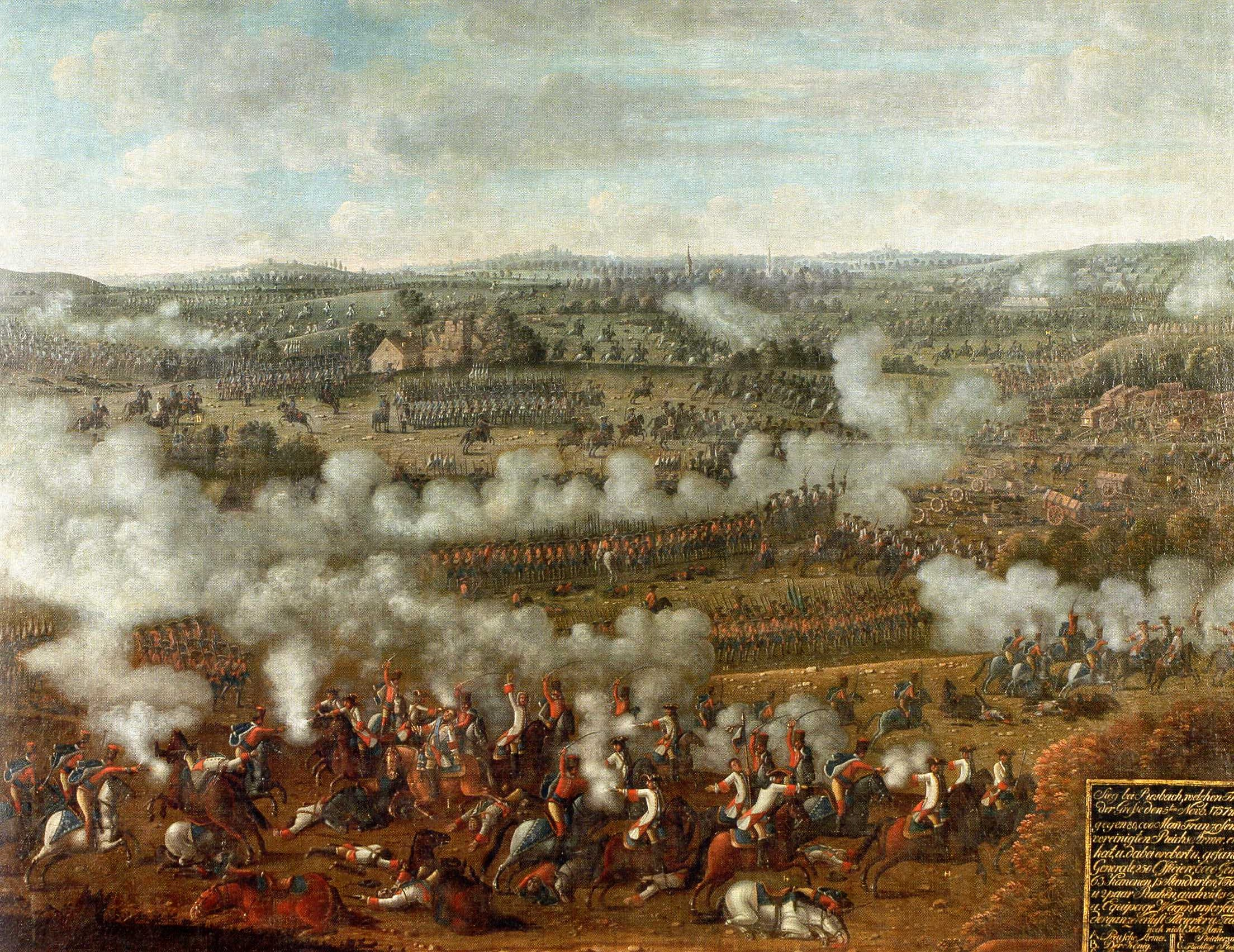
Batalha de Rossbach, artista desconhecido

A Batalha de Rossbach ocorreu em 5 de novembro de 1757 durante a Terceira Guerra da Silésia (1756-1763, parte da Guerra dos Sete Anos) perto da vila de Rossbach (Roßbach), no Eleitorado da Saxônia. Às vezes é chamada de Batalha de, ou em, Reichardtswerben, após uma cidade próxima diferente. Nesta batalha de 90 minutos, Frederico, o Grande, rei da Prússia, derrotou um exército aliado composto por forças francesas aumentadas por um contingente do Reichsarmee (Exército Imperial) do Sacro Império Romano-Germânico. O exército francês e imperial incluía 41 110 homens, opondo-se a uma força prussiana consideravelmente menor de 22 000. Apesar das chances avassaladoras, Frederico conseguiu derrotar os imperiais e os franceses.
A Batalha de Rossbach marcou um ponto de virada na Guerra dos Sete Anos, não apenas por sua impressionante vitória prussiana, mas porque a França se recusou a enviar tropas contra a Prússia novamente e a Grã-Bretanha, observando o sucesso militar da Prússia, aumentou seu apoio financeiro a Frederico. Após a batalha, Frederico imediatamente deixou Rossbach e marchou por 13 dias para os arredores de Breslau. Lá ele conheceu o exército austríaco na Batalha de Leuthen; Ele empregou táticas semelhantes para derrotar novamente um exército consideravelmente maior do que o seu.
Rossbach é considerada uma das maiores obras-primas estratégicas de Frederico. Ele paralisou um exército inimigo com o dobro do tamanho da força prussiana, enquanto sofria baixas insignificantes. Sua artilharia também desempenhou um papel crítico na vitória, com base em sua capacidade de se reposicionar rapidamente respondendo às mudanças nas circunstâncias no campo de batalha. Finalmente, sua cavalaria contribuiu decisivamente para o resultado da batalha, justificando seu investimento de recursos em seu treinamento durante o intervalo de oito anos entre a conclusão da Guerra de Sucessão Austríaca e a eclosão da Guerra dos Sete Anos.